# Jiří Maštálka
Jiří Maštálka (nascido em 3 de janeiro de 1956, em Sušice) é um político checo e antigo membro do Parlamento Europeu pelo Partido Comunista da Boêmia e da Morávia; parte do grupo do partido Esquerda Unitária Europeia – Esquerda Verde Nórdica no Parlamento Europeu.